# ФК «Спартак» Москва в сезоне 1996
Сезон 1996 года стал для ФК «Спартак» Москва 5-м в чемпионатах России высшего дивизиона.
Перед началом сезона Олег Романцев оставил пост главного тренера команды, решив сосредоточиться на подготовке сборной России к чемпионату Европы-96, но должность президента «Спартака» он за собой сохранил, а пост главного тренера занял Георгий Ярцев. Кроме того, помощник главного тренера Вячеслав Грозный возглавил украинский «Днепр», а в «Спартак» пригласили Виктора Самохина.
Произошли серьёзные изменения в составе, Виктор Онопко, Станислав Черчесов, Сергей Юран, Василий Кульков, после первых туров чемпионата и Валерий Шмаров отправились за границу, а после Евро-96 ушёл Юрий Никифоров. По российским клубам разъехались Дмитрий Тяпушкин, Мухсин Мухамадиев, Андрей Иванов, Валерий Масалитин, Андрей Афанасьев, карьеру завершил Сергей Родионов.
Из дубля в основной состав были переведены Алексей Мелёшин, Владимир Джубанов, Константин Головской, Вадим Евсеев, Владислав Дуюн, регулярно в сезоне начали играть Егор Титов и Александр Ширко. Из камышинского «Текстильщика» перешёл Александр Филимонов. Ярцев не скрывал, что делает ставку на молодёжь, назвав этот состав «пионеротрядом во главе с Горлуковичем». Последний перебрался в Москву из «Спартака-Алании». «Спартак», несмотря на наличие в его рядах 34-летнего ветерана Горлуковича, стал в сезоне-96 самой молодой командой чемпионата — средний возраст футболистов составил 22,7 года.
Готовясь к четвертьфинальным поединкам Лиги чемпионов с «Нантом», москвичи приняли участие в турнире по мини-футболу в Гамбурге. И в первом же матче с «Санкт-Паули» тяжелейшую травму получил защитник Дмитрий Хлестов, в итоге он пропустил весь сезон, а руководство клуба решило в будущем не играть в подобных соревнованиях. В гостевом матче против «Нанта» спартаковцы проиграли, пропустив два мяча. В домашнем матче в первом тайме благодаря двум мячам Никифорова счёт в двухматчевом противостоянии стал равным, однако во втором тайме Николя Уэдек забил два мяча и сравнял счёт в матче, в итоге «Спартак» закончил своё выступление в Лиге чемпионов.
Между двумя поединками в еврокубках красно-белые выдали неудачный старт во внутреннем первенстве, подопечные Ярцева проиграли в Калининграде «Балтике» 0:1. Но затем молодой спартаковский коллектив выдал 13-матчевую беспроигрышную серию, которую в начале июля оборвало «Динамо» (1:2). Долгое время красно-белые не могли выйти на первое место, впереди шли «Алания», «Ротор» и «Динамо», «Спартак» стал лидером лишь за два тура до финиша после игры с «Торпедо».
В Кубке УЕФА во втором квалификационном раунде спартаковцы прошли загребскую «Кроацию» (1:3 — в гостях, 2:0 — дома). «Спартак» вышел на датский «Силькеборг», москвичи победили в обеих встречах. Следующим соперником красно-белых стал «Гамбург», в гостях произошло крупное поражение 0:3, дома лишь ничья 2:2, в итоге клуб закончил своё выступление в Кубке УЕФА. В Кубке России спартаковцы прошли в финал, где уступили московскому «Локомотиву», хотя по ходу встречи вели 2:1, решающий мяч был пропущен за считанные минуты до финального свистка.

## Команда

### Основной состав
| ?             | Руслан Нигматуллин   | Флаг России  | 7 октября 1974   | КАМАЗ (Набережные Челны)      |
| ?             | Александр Филимонов  | Флаг России  | 15 октября 1973  | Текстильщик (Камышин)         |
| ?             | Аристид Панайотиди   | Флаг России  | 28 февраля 1971  | ЦСК ВВС Кристалл (Смоленск)   |
| Защитники     |                      |              |                  |                               |
| ?             | Дмитрий Ананко       | Флаг России  | 29 сентября 1973 | Ростсельмаш (Ростов-на-Дону)  |
| ?             | Сергей Горлукович    | Флаг России  | 18 ноября 1961   | Спартак-Алания (Владикавказ)  |
| ?             | Вадим Евсеев         | Флаг России  | 8 января 1976    | Спартак-Дубль (Москва)        |
| ?             | Александр Липко      | Флаг России  | 18 августа 1975  | Спартак-Дубль (Москва)        |
| ?             | Рамиз Мамедов        | Флаг России  | 21 августа 1972  | Спартак-Дубль (Москва)        |
| ?             | Юрий Никифоров       | Флаг России  | 16 сентября 1970 | Черноморец (Одесса)           |
| ?             | Дмитрий Хлестов      | Флаг России  | 21 января 1971   | Спартак-Дубль (Москва)        |
| Полузащитники |                      |              |                  |                               |
| ?             | Дмитрий Аленичев     | Флаг России  | 20 октября 1972  | Локомотив (Москва)            |
| ?             | Артём Безродный      | Флаг России  | 10 февраля 1979  | СДЮШОР Луганск                |
| ?             | Константин Головской | Флаг России  | 25 апреля 1975   | Спартак-Дубль (Москва)        |
| ?             | Владислав Дуюн       | Флаг Украины | 25 апреля 1975   | Металлист (Харьков)           |
| ?             | Андрей Коновалов     | Флаг России  | 13 сентября 1974 | Энергия-Текстильщик (Камышин) |
| ?             | Алексей Мелёшин      | Флаг России  | 30 января 1976   | Спартак-Дубль (Москва)        |
| ?             | Александр Павленко   | Флаг России  | 23 ноября 1976   | Спартак-Дубль (Москва)        |
| ?             | Андрей Пятницкий     | Флаг России  | 27 сентября 1967 | Пахтакор (Ташкент)            |
| ?             | Егор Титов           | Флаг России  | 29 мая 1976      | Спартак-Дубль (Москва)        |
| ?             | Евгений Толокнов     | Флаг России  | 28 января 1978   | Спартак-Дубль (Москва)        |
| ?             | Илья Цымбаларь       | Флаг России  | 17 июня 1969     | Черноморец (Одесса)           |
| ?             | Сергей Чудин         | Флаг России  | 24 ноября 1973   | Спартак-Дубль (Москва)        |
| Нападающие    |                      |              |                  |                               |
| ?             | Владимир Джубанов    | Флаг России  | 3 декабря 1975   | Спартак-Дубль (Москва)        |
| ?             | Валерий Кечинов      | Флаг России  | 5 августа 1974   | Пахтакор (Ташкент)            |
| ?             | Константин Коваленко | Флаг Украины | 2 февраля 1975   | Кремень (Кременчуг)           |
| ?             | Сергей Нагорняк      | Флаг Украины | 5 сентября 1971  | Днепр (Днепропетровск)        |
| ?             | Андрей Тихонов       | Флаг России  | 16 октября 1970  | Титан (Реутов)                |
| ?             | Александр Ширко      | Флаг России  | 24 ноября 1976   | Спартак-Дубль (Москва)        |
| ?             | Валерий Шмаров       | Флаг России  | 23 февраля 1965  | Арминия (Билефельд)           |

## Чемпионат России 1996

### Турнирная таблица
| М  | Команда             | И  | В  | Н  | П  | Мячи    | ±   | О  | Примечания                                        |
| -- | ------------------- | -- | -- | -- | -- | ------- | --- | -- | ------------------------------------------------- |
| 1  | Спартак             | 34 | 21 | 9  | 4  | 70 − 34 | +36 | 72 | 2-й квалификационный раунд Лиги чемпионов 1997/98 |
| 2  | Алания              | 34 | 22 | 6  | 6  | 64 − 35 | +29 | 72 | 2-й квалификационный раунд Кубка УЕФА 1997/98     |
| 3  | Ротор               | 34 | 21 | 7  | 6  | 58 − 27 | +31 | 70 | 2-й квалификационный раунд Кубка УЕФА 1997/98     |
| 4  | Динамо              | 34 | 20 | 7  | 7  | 60 − 35 | +25 | 67 | Групповой раунд Кубка Интертото 1997              |
| 5  | ЦСКА                | 34 | 20 | 6  | 8  | 58 − 35 | +23 | 66 |                                                   |
| 6  | Локомотив М         | 34 | 15 | 10 | 9  | 46 − 31 | +15 | 55 | Первый раунд Кубка кубков 1997/98                 |
| 7  | Балтика             | 34 | 12 | 10 | 12 | 44 − 35 | +9  | 46 |                                                   |
| 8  | Локомотив НН        | 34 | 13 | 6  | 15 | 39 − 50 | −11 | 45 | Групповой раунд Кубка Интертото 1997              |
| 9  | Крылья Советов      | 34 | 12 | 9  | 13 | 31 − 38 | −7  | 45 |                                                   |
| 10 | Зенит               | 34 | 13 | 4  | 17 | 32 − 37 | −5  | 43 |                                                   |
| 11 | Ростсельмаш         | 34 | 11 | 8  | 15 | 58 − 60 | −2  | 41 |                                                   |
| 12 | Торпедо-Лужники     | 34 | 10 | 11 | 13 | 42 − 51 | −9  | 41 | Групповой раунд Кубка Интертото 1997              |
| 13 | Черноморец          | 34 | 11 | 6  | 17 | 38 − 51 | −13 | 39 |                                                   |
| 14 | КАМАЗ-Чаллы         | 34 | 10 | 6  | 18 | 43 − 57 | −14 | 36 |                                                   |
| 15 | Жемчужина           | 34 | 10 | 6  | 18 | 38 − 57 | −19 | 36 |                                                   |
| 16 | Уралмаш             | 34 | 8  | 9  | 17 | 38 − 57 | −19 | 33 | Вылет в Первую лигу 1997                          |
| 17 | Энергия-Текстильщик | 34 | 4  | 12 | 18 | 25 − 48 | −23 | 24 | Вылет в Первую лигу 1997                          |
| 18 | Лада                | 34 | 4  | 6  | 24 | 18 − 64 | −46 | 18 | Вылет в Первую лигу 1997                          |

И — игры, В — выигрыши, Н — ничьи, П — проигрыши, Мячи — забитые и пропущенные голы, ± — разница голов, О — очки

### Результаты матчей
- Нумерация туров может отличаться из-за переносов матчей.

| 10 марта 1996 1 тур | Балтика (Калининград) | 1:0 (1:0)       | Спартак (Москва) | Калининград                                                              |
| 17:00 MSK | Липко 4′ (авт.)       | отчёт 1 отчёт 2 |                  | Стадион: «Балтика» Зрителей: 20 000 Судья: С. Лапочкин (Санкт-Петербург) |
| Балтика (Калининград): Помазун, Малай, Перминов, Румянцев (к) (В. Никифоров, 86), Даев, Навоченко, Дементьев, Яблонский (Шуканов, 89), Низовцев, Булатов (Р. Аджинджал, 57), Силин. Запасные: Шанталосов, Баранов. Главный тренер: Л. И. Ткаченко. Спартак (Москва): Нигматуллин, Липко, Ю. Никифоров, Ананко (Горлукович, 66), Евсеев, Нагорняк, Пятницкий (к) (Титов, 75), Аленичев, Шмаров (Безродный, 46), Кечинов, Тихонов. Запасные: Чижов, Цымбаларь. Главный тренер: Г. А. Ярцев. |                       |                 |                  |                                                                          |

| 15 марта 1996 2 тур | Локомотив (Москва) | 0:2 (0:0)       | Спартак (Москва)              | Москва                                                           |
| |                    | отчёт 1 отчёт 2 | 55′ Аленичев · 67′ Горлукович | Стадион: «Локомотив» Зрителей: 10 000 Судья: А. Бутенко (Москва) |
| Локомотив (Москва): Овчинников, Царёв, Дроздов (Джанашия, 61), Харлачёв, Оганесян, Чугайнов, Косолапов (к), Гуренко, Черевченко (Маминов, 83), Елышев, Гарин. Запасные: Биджиев, Арифуллин, Катасонов. Главный тренер: Ю. П. Сёмин. Спартак (Москва): Нигматуллин, Горлукович, Никифоров, Ананко, Евсеев, Титов, Пятницкий (к) (Липко, 46), Аленичев, Шмаров (Безродный, 77), Кечинов, Тихонов. Запасные: Филимонов, Мовсесьян, Нагорняк. Главный тренер: Г. А. Ярцев. |                    |                 |                               |                                                                  |

| 23 марта 1996 3 тур | Спартак (Москва) | 1:0 (1:0)       | Черноморец (Новороссийск) | Москва                                                                   |
| | Кечинов 42′      | отчёт 1 отчёт 2 |                           | Стадион: «Локомотив» Зрителей: 4 000 Судья: Т. Безубяк (Санкт-Петербург) |
| Спартак (Москва): Филимонов, Ананко, Никифоров, Цымбаларь, Чудин, Липко, Пятницкий (к), Мелёшин, Нагорняк (Джубанов, 46), Кечинов, Тихонов. Запасные: Нигматуллин, Дуюн, Безродный, Ширко. Главный тренер: Г. А. Ярцев. Черноморец (Новороссийск): Егошкин, Шкурин, Сосницкий, Епископосян, Бахтин (Герасимов, 64), Майоров, Масалитин, Крутов, Березнер, Догузов (к) (Быков, 80), Мархель. Запасные: Щукин, Карпенко, Кирьянов. Главный тренер: О. В. Долматов. |                  |                 |                           |                                                                          |

| 30 марта 1996 4 тур | Спартак (Москва)                                 | 4:1 (4:1)       | Спартак-Алания (Владикавказ) | Москва                                                      |
| | Никифоров 31′ · Кечинов 34′, 40′ · Цымбаларь 43′ | отчёт 1 отчёт 2 | 17′ Пагаев                   | Стадион: «Локомотив» Зрителей: 12 000 Судья: А. Лапин (Уфа) |
| Спартак (Москва): Филимонов, Ананко, Никифоров, Цымбаларь, Евсеев (Аленичев, 73), Липко, Пятницкий (к), Горлукович, Шмаров (Джубанов, 80), Кечинов, Тихонов. Запасные: Нигматуллин, Титов, Мелёшин. Главный тренер: Г. А. Ярцев. Спартак-Алания (Владикавказ): Хапов (Крамаренко, 46), Пагаев, Тимофеев, Шелия, Боциев, Тетрадзе, Тедеев (к), Климов (Сикоев, 46), Касымов, Канищев, Джамараули (Битаров, 77). Запасные: И. Джиоев, Сулейманов. Главный тренер: В. Г. Газзаев. |                                                  |                 |                              |                                                             |

| 7 апреля 1996 5 тур | Спартак (Москва)            | 2:0 (2:0)       | Ротор (Волгоград) | Москва                                                              |
| | Никифоров 22′ · Тихонов 40′ | отчёт 1 отчёт 2 |                   | Стадион: «Локомотив» Зрителей: 16 000 Судья: Л. Ибрагимов (Грозный) |
| Спартак (Москва): Филимонов, Ананко, Никифоров, Цымбаларь, Евсеев, Липко, Пятницкий (к), Горлукович, Мелёшин (Джубанов, 59), Кечинов, Тихонов (Аленичев, 76). Запасные: Нигматуллин, Мамедов, Титов. Главный тренер: Г. А. Ярцев. Ротор (Волгоград): Саморуков, Шмарко, Бурлаченко, Геращенко (к), Беркетов, Борзенков, Корниец, Тищенко (Жуненко, 46), Веретенников, Есипов, Илюшин (Зернов, 70). Запасные: Каримов, Царенко, Потыльчак. Главный тренер: В. Е. Прокопенко. |                             |                 |                   |                                                                     |

| 13 апреля 1996 6 тур | ЦСКА (Москва) | 0:0 (0:0)       | Спартак (Москва) | Москва                                                        |
| |               | отчёт 1 отчёт 2 |                  | Стадион: «Динамо» Зрителей: 25 000 Судья: А. Маляров (Москва) |
| ЦСКА (Москва): Тяпушкин, Радимов, Ульянов, Иванов, Первушин (Мамчур, 82), Бушманов, Семак (к), Карсаков, Минько, Сергеев (Машкарин, 57), Герасимов (Лебедь, 57). Запасные: Гончаров, Цаплин, Шутов, Матвеев. Главный тренер: А. Ф. Тарханов. Спартак (Москва): Филимонов, Ананко, Никифоров, Цымбаларь, Горлукович, Липко, Пятницкий (к) (Титов, 64), Аленичев (Мелёшин, 46), Чудин, Кечинов (Джубанов, 79), Тихонов. Запасные: Нигматуллин, Мамедов, Евсеев, Нагорняк. Главный тренер: Г. А. Ярцев. |               |                 |                  |                                                               |

| 20 апреля 1996 7 тур | Спартак (Москва) | 1:0 (0:0)       | Лада (Тольятти) | Москва                                                             |
| | Ширко 79′        | отчёт 1 отчёт 2 |                 | Стадион: «Локомотив» Зрителей: 7 000 Судья: Л. Ибрагимов (Грозный) |
| Спартак (Москва): Филимонов, Ананко, Никифоров (к), Цымбаларь, Горлукович, Липко (Евсеев, 46), Джубанов, Аленичев, Чудин (Титов, 46), Кечинов (Ширко, 68), Тихонов. Запасные: Нигматуллин, Пятницкий, Мелёшин, Павленко. Главный тренер: Г. А. Ярцев. Лада (Тольятти): Гаус (к), Трофименко, Табаков, Чухлеба, Деменко, Бавыкин, Мирошниченко, Бахарев, Крячик (Малахов, 71), Сепашвили (Мухадов, 62), Никитин (Филиппов, 79). Запасные: Володин, Доронин, Серченков, Бузникин. Главный тренер: В. Г. Тищенко. |                  |                 |                 |                                                                    |

| 27 апреля 1996 8 тур | Текстильщик (Камышин) | 1:1 (0:1)       | Спартак (Москва) | Камышин                                                                     |
| | Матвиенко 71′         | отчёт 1 отчёт 2 | 80′ Тихонов      | Стадион: «Текстильщик» Зрителей: 13 000 Судья: Т. Безубяк (Санкт-Петербург) |
| Текстильщик (Камышин): Корнюхин, Орлов, Тернавский, Лысенко, Трухлов (Ляпкин, 52), Гаглоев, Абрамов (Соловьёв, 80), Матвиенко, Иванов, А. Коновалов, Наталушко (к). Запасные: Шиянов, Спрогис, Герасимов, Хрустовский, Ю. Коновалов. Главный тренер: С. А. Павлов. Спартак (Москва): Филимонов, Ананко, Никифоров, Титов, Горлукович, Липко (Евсеев, 46), Пятницкий (к), Аленичев, Ширко, Кечинов (Джубанов, 59), Тихонов. Запасные: Нигматуллин, Чудин, Мелёшин, Павленко. Главный тренер: Г. А. Ярцев. |                       |                 |                  |                                                                             |

| 4 мая 1996 9 тур | Спартак (Москва)                                   | 4:0 (3:0)       | Локомотив (Нижний Новгород) | Москва                                                           |
| | Ананко 8′ · Титов 18′ · Кечинов 40′ · Джубанов 77′ | отчёт 1 отчёт 2 |                             | Стадион: «Локомотив» Зрителей: 5 000 Судья: Г. Куличенков (Тула) |
| Спартак (Москва): Филимонов, Ананко, Никифоров, Титов (Павленко, 80), Горлукович, Липко (Евсеев, 46), Пятницкий (к), Мелёшин, Ширко, Кечинов (Джубанов, 69), Тихонов. Запасные: Нигматуллин, Чудин, Дуюн. Главный тренер: Г. А. Ярцев. Локомотив (Нижний Новгород): Сацункевич, Нижегородов, Афанасьев, Кураев, Рагулин, Казаков (к), Величко (Найданов, 46), Гецко (Тройнин, 46), Кашенцев (Рапейко, 19), Божко, Мухамадиев. Запасные: Степанов, Шурко, Власов, Бесчастных. Главный тренер: В. В. Овчинников. |                                                    |                 |                             |                                                                  |

| 8 мая 1996 10 тур | Крылья Советов (Самара) | 1:1 (1:0)       | Спартак (Москва)     | Самара                                                            |
| | Минашвили 20′           | отчёт 1 отчёт 2 | 83′ (пен.) Никифоров | Стадион: «Металлург» Зрителей: 28 000 Судья: В. Гамеев (Протвино) |
| Крылья Советов (Самара): Ю.Шишкин, С.Шишкин, Мазур, Резанцев, Орешников, Макеев, Цыганков (Шмонин, 73), Аверьянов, Минашвили (Лагутко, 71), Булатов, Авалян (к). Запасные: Мартешкин, Слободько, Анищенко, Цилюрик, Корчагин. Главный тренер: А. Н. Аверьянов. Спартак (Москва): Филимонов, Ананко (Горлукович, 46), Никифоров, Цымбаларь, Евсеев, Липко, Пятницкий (к) (Ширко, 60), Аленичев (Мелёшин, 27), Титов, Кечинов, Тихонов. Запасные: Нигматуллин, Чудин, Джубанов. Главный тренер: Г. А. Ярцев. |                         |                 |                      |                                                                   |

| 15 мая 1996 11 тур | Уралмаш (Екатеринбург) | 0:2 (0:0)       | Спартак (Москва)        | Екатеринбург                                                       |
| |                        | отчёт 1 отчёт 2 | 51′ Ширко · 61′ Мелёшин | Стадион: УЗТМ Зрителей: 9 000 Судья: С. Лапочкин (Санкт-Петербург) |
| Уралмаш (Екатеринбург): Армишев, Федотов (к), Морозов (Ратничкин, 67), Литвинов, Блужин, Ямлиханов, Бахтин (Арефьев, 62), Ханкеев, Передня, Ромащенко, Кокарев (Мочуляк, 52). Запасные: Аляпкин, Мыльников, Шабанов. Главный тренер: В. В. Шевченко. Спартак (Москва): Филимонов, Ананко, Евсеев (Дуюн, 78), Титов, Горлукович (к), Липко (Чудин, 46), Мелёшин, Аленичев, Ширко, Джубанов (Безродный, 55), Тихонов. Запасные: Нигматуллин, Павленко, Кечинов. Главный тренер: Г. А. Ярцев. |                        |                 |                         |                                                                    |

| 18 мая 1996 12 тур | Спартак (Москва)                        | 3:1 (2:1)       | КАМАЗ-Чаллы (Набережные Чалны) | Москва                                                     |
| | Тихонов 26′ · Никифоров 43′, 69′ (пен.) | отчёт 1 отчёт 2 | 31′ Евдокимов                  | Стадион: «Торпедо» Зрителей: 10 400 Судья: И. Синер (Омск) |
| Спартак (Москва): Филимонов, Ананко, Никифоров, Цымбаларь, Горлукович, Дуюн, Пятницкий (к) (Кечинов, 46), Аленичев (Джубанов, 56), Ширко, Титов (Липко, 73), Тихонов. Запасные: Нигматуллин, Чудин, Безродный, Павленко. Главный тренер: Г. А. Ярцев. КАМАЗ-Чаллы (Набережные Чалны): Захарчук, Варламов, Ефремов, Клонцак, Югрин, Миленин, Барышев (Аль-Шагран, 61), Зубков, Евдокимов (к), Бабенко, Джишкариани. Запасные: Ведутов, Аль-Шебат, Винников, Прыгунов. Главный тренер: В. В. Четверик. |                                         |                 |                                |                                                            |

| 21 мая 1996 13 тур | Жемчужина (Сочи) | 1:3 (0:1)       | Спартак (Москва)                       | Сочи                                                              |
| | Ионанидзе 59′    | отчёт 1 отчёт 2 | 28′ Кечинов · 74′ Евсеев · 82′ Тихонов | Стадион: «Центральный» Зрителей: 7 500 Судья: С. Гусев (Тобольск) |
| Жемчужина (Сочи): Крюков, Бондарук (к), Нозиков, Гальмаков, Бондарев, Лобас (Богатырёв, 46), Кузнецов, Акулов (Игнатьев, 35), Джанашия (Суанов, 67), Ионанидзе, Петросянц. Запасные: Гудиев, Василитчук, Санько, Штынь. Главный тренер: А. Ю. Найдёнов. Спартак (Москва): Филимонов, Ананко, Евсеев, Цымбаларь (к), Горлукович, Дуюн, Мелёшин (Титов, 72), Аленичев, Ширко (Джубанов, 59), Кечинов, Тихонов. Запасные: Нигматуллин, Липко, Чудин, Пятницкий, Безродный. Главный тренер: Г. А. Ярцев. |                  |                 |                                        |                                                                   |

| 3 июля 1996 14 тур | Динамо (Москва)           | 2:1 (1:0)       | Спартак (Москва) | Москва                                                         |
| | Кобелев 19′ · Черышев 85′ | отчёт 1 отчёт 2 | 48′ Мелёшин      | Стадион: «Динамо» Зрителей: 11 000 Судья: В. Филиппов (Москва) |
| Динамо (Москва): Сметанин (к) (Клеймёнов, 46), Яхимович, Ковтун, Колотовкин, Некрасов, Кобелев, С. Гришин, Черышев, Штанюк, А. Гришин, Терёхин. Запасные: Гущин, Дёмин, Козлов, Кулёв, Тишков, Артёмов. Главный тренер: А. С. Голодец. Спартак (Москва): Нигматуллин, Ананко, Никифоров, Цымбаларь, Евсеев, Дуюн, Пятницкий (к) (Титов, 46), Аленичев, Мелёшин (Джубанов, 76), Кечинов (Ширко, 46), Тихонов. Запасные: Филимонов, Алимов, Липко, Головской. Главный тренер: Г. А. Ярцев. |                           |                 |                  |                                                                |

| 6 июля 1996 15 тур | Спартак (Москва) | 2:2 (0:0)       | Торпедо (Москва)                | Москва                                                             |
| | Кечинов 57′, 82′ | отчёт 1 отчёт 2 | 68′ (авт.) Липко · 81′ Николаев | Стадион: «Локомотив» Зрителей: 5 000 Судья: В. Овчинников (Москва) |
| Спартак (Москва): Филимонов, Ананко, Никифоров (к), Цымбаларь (Ширко, 81), Горлукович, Липко, Мелёшин (Чудин, 65), Аленичев, Джубанов (Кечинов, 46), Титов, Тихонов. Запасные: Нигматуллин, Дуюн, Пятницкий, Павленко. Главный тренер: Г. А. Ярцев. Торпедо (Москва): Пчельников (к), Савельев (Николаев, 55), Махмутов, Леонченко, Корнаухов, Круковец, Камольцев (Прокопенко, 62), Бородкин, Камнев, Аваков, Агашков. Запасные: Харин, Бурченков. Главный тренер: В. К. Иванов. |                  |                 |                                 |                                                                    |

| 10 июля 1996 16 тур | Ростсельмаш (Ростов-на-Дону)   | 2:4 (0:1)       | Спартак (Москва)                                             | Ростов-на-Дону                                                             |
| | А. Коваленко 48′ · Лоськов 52′ | отчёт 1 отчёт 2 | 44′ Цымбаларь · 46′ Тихонов · 75′ Кечинов · 89′ К. Коваленко | Стадион: «Ростсельмаш» Зрителей: 6 000 Судья: Т. Безубяк (Санкт-Петербург) |
| Ростсельмаш (Ростов-на-Дону): Девадзе, Бондарь, Градиленко, Нечай, Дядюк (к), Лоськов, Антонович, А. Коваленко, Герасименко, Агеев (Паровин, 70), Маслов. Запасные: Владимиров, Голубкин, Мацыгура, Фишман, Воробьёв. Главный тренер: С. В. Андреев. Спартак (Москва): Филимонов, Ананко, Никифоров (к), Цымбаларь (Джубанов, 65), Евсеев, Липко (Дуюн, 55), Мелёшин (К. Коваленко, 87), Аленичев, Титов, Кечинов, Тихонов. Запасные: Нигматуллин, Головской. Главный тренер: Г. А. Ярцев. |                                |                 |                                                              |                                                                            |

| 16 июля 1996 17 тур | Спартак (Москва) | 0:2 (0:0)       | Зенит (Санкт-Петербург) | Москва                                                     |
| |                  | отчёт 1 отчёт 2 | 57′ Лепёхин · 75′ Зубко | Стадион: «Локомотив» Зрителей: 4 500 Судья: А. Лапин (Уфа) |
| Спартак (Москва): Филимонов, Ананко, Дуюн, Евсеев, Горлукович (к), Мелёшин, Титов (Павленко, 63), Аленичев (Коновалов, 33), Джубанов (Коваленко, 51), Кечинов, Тихонов. Запасные: Нигматуллин, Липко, Головской, Безродный. Главный тренер: Г. А. Ярцев. Зенит (Санкт-Петербург): Приходько, Давыдов, Кондрашов, Боков, Попов, Лепёхин, Хомуха, О. Дмитриев (Угаров, 87), Нежелев (Ерёмин, 46), Кулик (к) (Данилов, 46), Зубко. Запасные: Окрошидзе, Наумов, Игонин. Главный тренер: П. Ф. Садырин. |                  |                 |                         |                                                            |

| 20 июля 1996 18 тур | Черноморец (Новороссийск) | 0:3 (0:1)       | Спартак (Москва)                     | Новороссийск                                                        |
| |                           | отчёт 1 отчёт 2 | 7′ Тихонов · 57′ Кечинов · 67′ Титов | Стадион: «Труд» Зрителей: 11 000 Судья: Н. Иванов (Санкт-Петербург) |
| Черноморец (Новороссийск): Егошкин, Шкурин, Русановский (Гордиюк, 27), Епископосян, Поздняков (Морочко, 70), Майоров, Масалитин (Грищенко, 62), Герасимов, Березнер, Догузов (к), Берадзе. Запасные: Щукин, Глухов. Главный тренер: О. В. Долматов. Спартак (Москва): Филимонов, Ананко, Дуюн, Евсеев (Титов, 46), Горлукович (к), Липко, Мелёшин (Головской, 83), Аленичев, Коновалов, Кечинов, Тихонов. Запасные: Нигматуллин, Буров, Безродный, Джубанов, Коваленко. Главный тренер: Г. А. Ярцев. |                           |                 |                                      |                                                                     |

| 24 июля 1996 19 тур | Спартак (Москва)            | 2:0 (2:0)       | Жемчужина (Сочи) | Москва                                                             |
| | Цымбаларь 9′ · Аленичев 33′ | отчёт 1 отчёт 2 |                  | Стадион: «Локомотив» Зрителей: 3 000 Судья: Л. Ибрагимов (Грозный) |
| Спартак (Москва): Нигматуллин, Ананко, Дуюн, Цымбаларь (к) (Безродный, 63), Горлукович, Липко, Мелёшин (Пятницкий, 46), Аленичев, Титов (Мамедов, 82), Кечинов, Тихонов. Запасные: Филимонов, Головской, Буров, Джубанов. Главный тренер: Г. А. Ярцев. Жемчужина (Сочи): Крюков, Бондарук (к), Новгородов, Гальмаков, Бондарев (Ещенко, 40), Горшков, Кузнецов, Панфёров (Ионанидзе, 46), Гогричиани, Гогиашвили, Санько (Джанашия, 46). Запасные: Гудиев, Петросянц, Игнатьев, Шубин. Главный тренер: А. Ю. Найдёнов. |                             |                 |                  |                                                                    |

| 27 июля 1996 20 тур | Алания (Владикавказ)         | 2:2 (1:1)       | Спартак (Москва)            | Владикавказ                                                     |
| | Канищев 24′ · Сулейманов 90′ | отчёт 1 отчёт 2 | 43′ Цымбаларь · 82′ Тихонов | Стадион: «Спартак» Зрителей: 34 000 Судья: В. Япрынцев (Самара) |
| Алания (Владикавказ): Хапов (Крамаренко, 46), Ревишвили, Тимофеев, Корниенко, И. Джиоев (к), Тетрадзе, Тедеев (Пагаев, 75), Яновский, Агаев (Касымов, 60), Канищев, Сулейманов. Запасные: Битаров, Скиш, Боциев, Сергеев. Главный тренер: В. Г. Газзаев. Спартак (Москва): Филимонов, Ананко, Дуюн, Цымбаларь (к), Горлукович, Евсеев, Мелёшин (Коновалов, 54), Аленичев, Титов (Головской, 80), Кечинов, Тихонов. Запасные: Нигматуллин, Липко, Мамедов, Пятницкий, Джубанов. Главный тренер: Г. А. Ярцев. |                              |                 |                             |                                                                 |

| 31 июля 1996 21 тур | Спартак (Москва) | 0:0 (0:0)       | Балтика (Калининград) | Москва                                                          |
| |                  | отчёт 1 отчёт 2 |                       | Стадион: «Локомотив» Зрителей: 2 500 Судья: С. Гусев (Тобольск) |
| Спартак (Москва): Филимонов, Липко, Дуюн, Джубанов (Коновалов, 46), Горлукович, Евсеев, Пятницкий (к), Мелёшин, Титов, Кечинов, Тихонов. Запасные: Епифанов, Мамедов, Головской, Безродный, Павленко, Коваленко. Главный тренер: Г. А. Ярцев. Балтика (Калининград): Помазун, Малай, Перминов, Баранов, Даев, Б. Аджинджал (Румянцев, 89), Навоченко, Яблонский, Низовцев, Булатов (Дементьев, 59), Силин (к) (Шуканов, 88). Запасные: Шанталосов, Никифоров. Главный тренер: Л. И. Ткаченко. |                  |                 |                       |                                                                 |

| 10 августа 1996 22 тур | Спартак (Москва)                      | 3:2 (2:0)       | Локомотив (Москва)           | Москва                                                          |
| | Титов 17′ · Кечинов 39′ · Тихонов 88′ | отчёт 1 отчёт 2 | 60′ Снигирёв · 64′ Косолапов | Стадион: «Локомотив» Зрителей: 5 000 Судья: Г. Жафяров (Москва) |
| Спартак (Москва): Нигматуллин, Ананко, Горлукович (к), Евсеев, Мамедов, Ширко, Мелёшин (Коновалов, 58), Аленичев, Титов, Кечинов (Липко, 63), Тихонов. Запасные: Филимонов, Головской, Буров, Безродный, Джубанов. Главный тренер: Г. А. Ярцев. Локомотив (Москва): Овчинников, Черевченко, Дроздов (Маминов, 77), Харлачёв, Соломатин, Чугайнов, Косолапов (к), Гуренко, Джанашия, Смирнов (Снигирёв, 46), Гарин (Елышев, 46). Запасные: Биджиев, Арифуллин, Пашинин, Гарас. Главный тренер: Ю. П. Сёмин. |                                       |                 |                              |                                                                 |

| 14 августа 1996 23 тур | Спартак (Москва)              | 3:1 (1:1)       | ЦСКА (Москва) | Москва                                                            |
| | Аленичев 34′, 65′ · Ширко 74′ | отчёт 1 отчёт 2 | 10′ Янкаускас | Стадион: «Локомотив» Зрителей: 15 000 Судья: С. Хусаинов (Москва) |
| Спартак (Москва): Нигматуллин, Ананко, Горлукович (к), Евсеев, Мамедов (Головской, 86), Ширко, Мелёшин (Коновалов, 29), Аленичев, Титов, Кечинов, Чудин (Дуюн, 53). Запасные: Филимонов, Буров, Безродный, Джубанов. Главный тренер: Г. А. Ярцев. ЦСКА (Москва): Новосадов, Самарони, Хохлов, Машкарин, Гашкин (Пестряков, 72), Бушманов, Семак (к), Карсаков, Минько, Леонидас (Ульянов, 54), Янкаускас (Герасимов, 46). Запасные: Тяпушкин, Первушин, Мамчур, Мовсесьян. Главный тренер: А. Ф. Тарханов. |                               |                 |               |                                                                   |

| 17 августа 1996 24 тур | Ротор (Волгоград)                                     | 4:3 (1:0)       | Спартак (Москва)                                | Волгоград                                                                                |
| | Беркетов 43′ · Веретенников 53′, 82′ · Бурлаченко 86′ | отчёт 1 отчёт 2 | 62′ (пен.) Тихонов · 63′ Джубанов · 73′ Кечинов | Стадион: «Центральный стадион профсоюзов» Зрителей: 28 000 Судья: Л. Ибрагимов (Грозный) |
| Ротор (Волгоград): Саморуков, Шмарко, Зернов (Бурлаченко, 73), Тищенко (Геращенко, 78), Беркетов, Борзенков, Корниец, Нидергаус, Веретенников (к), Есипов, Орбу (Жуненко, 63). Запасные: Каримов, Жабченко, Абрамов, Илюшин. Главный тренер: В. Е. Прокопенко. Спартак (Москва): Нигматуллин, Ананко, Дуюн, Евсеев, Мамедов, Ширко (Джубанов, 46), Мелёшин (Коновалов, 85), Аленичев, Титов, Кечинов, Тихонов (к). Запасные: Филимонов, Липко, Буров, Головской. Главный тренер: Г. А. Ярцев. |                                                       |                 |                                                 |                                                                                          |

| 24 августа 1996 25 тур | Лада (Тольятти) | 1:1 (0:1)       | Спартак (Москва) | Тольятти                                                                |
| | Верещак 49′     | отчёт 1 отчёт 2 | 7′ Ширко         | Стадион: «Торпедо» Зрителей: 7 000 Судья: Н. Левников (Санкт-Петербург) |
| Лада (Тольятти): Гаус (к), Деменко, Табаков, Серченков, Зайцев, Крячик (Амашукели, 63), Верещак, Малахов, Павлюченко, Мухадов, Никитин (Филиппов, 88). Запасные: Володин, Доронин, Емельянов, Гладышев, Сепашвили. Главный тренер: В. Г. Тищенко. Спартак (Москва): Филимонов, Дуюн, Горлукович (к), Евсеев, Мамедов, Ширко (Джубанов, 52), Мелёшин, Аленичев, Титов (Коновалов, 8, Липко, 82), Кечинов, Тихонов. Запасные: Нигматуллин, Буров, Головской, Безродный. Главный тренер: Г. А. Ярцев. |                 |                 |                  |                                                                         |

| 6 сентября 1996 26 тур | Спартак (Москва)                                  | 4:2 (1:1)       | Энергия-Текстильщик (Камышин) | Москва                                                                    |
| | Аленичев 29′ · Тихонов 57′ · Дуюн 78′ · Ширко 88′ | отчёт 1 отчёт 2 | 16′, 47′ Царенко              | Стадион: «Локомотив» Зрителей: 7 000 Судья: Н. Левников (Санкт-Петербург) |
| Спартак (Москва): Нигматуллин, Ананко, Горлукович (к), Головской, Мамедов, Ширко, Дуюн, Аленичев, Титов (Толокнов, 46; Безродный, 66), Кечинов (Джубанов, 50), Тихонов. Запасные: Филимонов, Липко, Буров, Пятницкий. Главный тренер: Г. А. Ярцев. Энергия-Текстильщик (Камышин): Корнюхин (к), Белов, Большаков, Лысенко, Ляпкин, Царенко (Ю. Коновалов, 81), Яремчук, Орлов, Соловьёв (Гаглоев, 82), Суанов (Наталушко, 46), Лемешко. Запасные: Шиянов, Василитчук, Жданов, Лобас. Главный тренер: С. А. Павлов. |                                                   |                 |                               |                                                                           |

| 15 сентября 1996 27 тур | Локомотив (Нижний Новгород) | 1:1 (0:1)       | Спартак (Москва) | Нижний Новгород                                                          |
| | Гецко 75′                   | отчёт 1 отчёт 2 | 42′ Цымбаларь    | Стадион: «Локомотив» Зрителей: 12 000 Судья: Н. Иванов (Санкт-Петербург) |
| Локомотив (Нижний Новгород): Сацункевич, Рагулин, Афанасьев, Кураев (к), Балтушникас, Осколков, Хайдаралиев, Гецко, Власов, Бавыкин, Мухамадиев (Кашенцев, 76). Запасные: Степанов, Нижегородов, Шурко, Величко, Жуниор. Главный тренер: В. В. Овчинников. Спартак (Москва): Филимонов, Ананко, Горлукович, Цымбаларь (к), Мамедов, Ширко, Головской, Аленичев (Безродный, 63), Евсеев (Липко, 46), Кечинов, Тихонов. Запасные: Нигматуллин, Буров, Дуюн, Коновалов, Титов. Главный тренер: Г. А. Ярцев. |                             |                 |                  |                                                                          |

| 20 сентября 1996 28 тур | Спартак (Москва)          | 2:0 (0:0)       | Крылья Советов (Самара) | Москва                                                                   |
| | Кечинов 58′ · Тихонов 89′ | отчёт 1 отчёт 2 |                         | Стадион: «Локомотив» Зрителей: 5 000 Судья: Т. Безубяк (Санкт-Петербург) |
| Спартак (Москва): Филимонов, Ананко, Горлукович, Цымбаларь (к), Липко, Ширко (Джубанов, 66), Головской, Аленичев, Титов, Кечинов, Тихонов. Запасные: Нигматуллин, Евсеев, Дуюн, Буров, Коновалов, Безродный. Главный тренер: Г. А. Ярцев. Крылья Советов (Самара): Ю. Шишкин, Цилюрик, Мазур, Резанцев, Орешников, Макеев, Цыганков, Аверьянов, Сафронов (Циклаури, 77), Булатов, Авалян (к) (Махлюф, 66). Запасные: Мартешкин, Слободько, Буши, Лагутко, Корчагин. Главный тренер: А. Н. Аверьянов. |                           |                 |                         |                                                                          |

| 28 сентября 1996 29 тур | Спартак (Москва)                                 | 3:0 (2:0)       | Уралмаш (Екатеринбург) | Москва                                                            |
| | Цымбаларь 24′ · Кечинов 29′ · Тихонов 66′ (пен.) | отчёт 1 отчёт 2 |                        | Стадион: «Локомотив» Зрителей: 15 500 Судья: Г. Куличенков (Тула) |
| Спартак (Москва): Филимонов, Евсеев (Дуюн, 30), Горлукович, Цымбаларь (к), Мамедов, Ширко (Безродный, 53), Головской, Аленичев, Титов, Кечинов, Тихонов. Запасные: Нигматуллин, Липко, Коновалов, Джубанов. Главный тренер: Г. А. Ярцев. Уралмаш (Екатеринбург): Шуховцев, Федотов (к), Ратничкин, Литвинов, Лучина (Данилов, 55), Ямлиханов (Передня, 73), Осинов, Ханкеев, Бахтин, Ромащенко, Кокарев (Захаров, 55). Запасные: Армишев, Бакунин, Морозов, Решетников. Главный тренер: В. В. Шевченко. |                                                  |                 |                        |                                                                   |

| 2 октября 1996 30 тур | КАМАЗ-Чаллы (Набережные Чалны) | 1:2 (0:0)       | Спартак (Москва)            | Набережные Челны                                                      |
| | Варламов 87′                   | отчёт 1 отчёт 2 | 50′ Цымбаларь · 70′ Тихонов | Стадион: «КАМАЗ» Зрителей: 10 000 Судья: Т. Безубяк (Санкт-Петербург) |
| КАМАЗ-Чаллы (Набережные Чалны): Захарчук, Варламов, Ефремов, Клонцак (к), Югрин, Заярный, Тропанец (Тихонов, 71), Зубков, Прыгунов, Никифоров, Матвеев. Запасные: Алескаров, Дудин, Буталий, Барышев. И. о. главного тренера: И. Н. Буталий. Спартак (Москва): Филимонов, Ананко, Горлукович, Цымбаларь (к), Мамедов (Липко, 55), Джубанов, Дуюн, Аленичев, Титов, Кечинов (Ширко, 46), Тихонов. Запасные: Нигматуллин, Чудин, Безродный, Коновалов. Главный тренер: Г. А. Ярцев. |                                |                 |                             |                                                                       |

| 12 октября 1996 31 тур | Спартак (Москва)                          | 3:1 (0:0)       | Динамо (Москва) | Москва                                                        |
| | Евсеев 57′ · Аленичев 77′ · Цымбаларь 87′ | отчёт 1 отчёт 2 | 90′ Черышев     | Стадион: «Динамо» Зрителей: 17 000 Судья: А. Кожухов (Москва) |
| Спартак (Москва): Нигматуллин, Евсеев, Горлукович, Цымбаларь (к), Мамедов, Джубанов (Ширко, 62), Головской, Аленичев, Титов (Мелёшин, 46), Кечинов (Безродный, 56), Тихонов. Запасные: Филимонов, Липко, Дуюн, Коновалов. Главный тренер: Г. А. Ярцев. Динамо (Москва): Сметанин (к), Некрасов, Ковтун, Колотовкин, Штанюк, Кобелев, С. Гришин, Черышев, Точилин, А. Гришин (Р. Гусев, 62), Терёхин. Запасные: Мищук, Гущин, Дёмин, Кулёв, Дёмкин, Гордеев. Главный тренер: А. С. Голодец. |                                           |                 |                 |                                                               |

| 20 октября 1996 32 тур | Торпедо-Лужники (Москва)        | 3:4 (3:1)       | Спартак (Москва)                                            | Москва                                                          |
| 17:00 MSK | Камольцев 3′, 29′ · Смертин 27′ | отчёт 1 отчёт 2 | 4′ Титов · 65′ Аленичев · 79′ (пен.) Тихонов · 81′ Джубанов | Стадион: «Торпедо» Зрителей: 15 700 Судья: С. Хусаинов (Москва) |
| Торпедо-Лужники (Москва): Пчельников, Востросаблин (к), Мустафин, Леонченко, Бурченков, Бородкин, Смертин (Ширяев, 66; Мурашов, 75), Камольцев, Камнев (Савельев, 60), Аваков, Агашков. Запасные: Горлов, Туркин, Корнаухов, Майоров. Главный тренер: В. К. Иванов. Спартак (Москва): Нигматуллин (Филимонов, 35), Ананко, Горлукович, Цымбаларь (к), Мамедов, Евсеев (Липко, 44), Мелёшин (Джубанов, 75), Аленичев, Титов, Ширко, Тихонов. Запасные: Головской, Дуюн, Коновалов. Главный тренер: Г. А. Ярцев. |                                 |                 |                                                             |                                                                 |

| 25 октября 1996 33 тур | Спартак (Москва) | 1:1 (0:0)       | Ростсельмаш (Ростов-на-Дону) | Москва                                                                   |
| | Горлукович 85′   | отчёт 1 отчёт 2 | 83′ Герасименко              | Стадион: «Торпедо» Зрителей: 12 200 Судья: Н. Левников (Санкт-Петербург) |
| Спартак (Москва): Филимонов, Ананко, Горлукович, Цымбаларь (к) (Дуюн, 63), Мамедов (Коновалов, 83), Евсеев, Мелёшин, Аленичев, Титов, Ширко (Джубанов, 46), Тихонов. Запасные: Панайотиди, Липко, Головской. Главный тренер: Г. А. Ярцев. Ростсельмаш (Ростов-на-Дону): Владимиров, Сосков, Агеев (Градиленко, 71), Голубкин, Дядюк (к), Фишман, Антонович, Коваленко, Герасименко, Прудиус, Пападопуло (Воробьёв, 36; Паровин, 90). Запасные: Рыпан, Нечай, Корецкий. Главный тренер: С. В. Андреев. |                  |                 |                              |                                                                          |

| 3 ноября 1996 34 тур | Зенит (Санкт-Петербург) | 1:2 (1:1)       | Спартак (Москва)        | Санкт-Петербург                                                     |
| | Данилов 3′              | отчёт 1 отчёт 2 | 30′ Тихонов · 73′ Титов | Стадион: «Петровский» Зрителей: 25 000 Судья: Н. Фролов (Раменское) |
| Зенит (Санкт-Петербург): Березовский, Угаров (Бобров, 79), Кондрашов, Боков, Попов, Лепёхин (Давыдов, 65), Хомуха, О. Дмитриев (Зазулин, 46), Данилов, Кулик (к), Зубко. Запасные: Приходько, Игонин, Наумов. Главный тренер: П. Ф. Садырин. Спартак (Москва): Филимонов, Головской, Горлукович (к), Евсеев, Мамедов, Ширко (Безродный, 75), Мелёшин (Коновалов, 64), Аленичев, Титов, Дуюн (Джубанов, 46), Тихонов. Запасные: Панайотиди, Липко. Главный тренер: Г. А. Ярцев. |                         |                 |                         |                                                                     |

### Золотой матч
В этом матче встречались два чемпиона России прошлых лет — «Спартак» Москва (1992, 1993, 1994) и «Алания» Владикавказ (1995). По итогам 34-х туров чемпионата эти команды набрали по 72 очка, поделив между собой первое место в турнирной таблице. В данном случае, по регламенту проведения чемпионата России по футболу в 1996 году, прочие показатели выступления команд не учитывались — предусматривалось проведение дополнительного золотого матча.
Счёт в матче в середине первого тайма открыл капитан «Спартака» Илья Цымбаларь, а за 6 минут до конца матча второй мяч в ворота «Алании» забил Андрей Тихонов, который до этого в чемпионате провёл все 34 матча и забил 16 мячей. Через четыре минуты Анатолий Канищев сократил разницу в счёте, но большего его команда добиться не успела — итог 2:1, и «Спартак» завоевал свой 4-й чемпионский титул. Андрей Тихонов, ставший автором победного гола, по итогам опроса игроков высшей лиги стал лучшим футболистом года в России.
| 16 ноября 1996 | Спартак (Москва)            | 2:1 (1:0)       | Алания (Владикавказ) | Санкт-Петербург |
| 17:00 MSK | Цымбаларь 27′ · Тихонов 84′ | отчёт 1 отчёт 2 | 88′ Канищев          | Стадион: «Петровский» Зрителей: 25 000 Судья: Тарас Безубяк (Санкт-Петербург) Игрок матча: Илья Цымбаларь («Спартак») |
| Спартак (Москва): Филимонов, Ананко, Горлукович, Цымбаларь (к), Мамедов, Евсеев (Липко, 63), Коновалов (Безродный, 55), Аленичев, Титов, Джубанов (Мелёшин, 46), Тихонов. Запасные: Панайотиди, Хлестов, Дуюн. Главный тренер: Г. А. Ярцев. Алания (Владикавказ): Крамаренко, Пагаев, Деркач, Шелия, И. Джиоев (к), Тетрадзе, Тедеев, Яновский, Агаев (Датдеев, 46), Канищев, Сулейманов. Запасные: Хапов, Корниенко, Битаров, Скиш, Сергеев. Главный тренер: В. Г. Газзаев. |                             |                 |                      | |

### Статистика в чемпионате России
| № | Страна | Игрок                | Поз. | Игры | И. ст | БЗ | ВЗ | Мин  | Ср. мин. | Г   | ЖК | КК | О  |
| - | ------ | -------------------- | ---- | ---- | ----- | -- | -- | ---- | -------- | --- | -- | -- | -- |
| ? | RUS    | Андрей Тихонов       | П/з. | 34   | 34    | 0  | 1  | 3045 | 89.56    | 16  | 2  | 0  | 72 |
| ? | RUS    | Сергей Горлукович    | Защ. | 31   | 29    | 2  | 0  | 2681 | 86.48    | 2   | 6  | 0  | 69 |
| ? | RUS    | Дмитрий Ананко       | Защ. | 30   | 30    | 0  | 2  | 2629 | 87.63    | 1   | 8  | 0  | 64 |
| ? | RUS    | Дмитрий Аленичев     | П/з. | 32   | 30    | 2  | 5  | 2504 | 78.25    | 7   | 4  | 1  | 68 |
| ? | RUS    | Валерий Кечинов      | П/з. | 30   | 28    | 2  | 9  | 2326 | 77.53    | 13  | 1  | 0  | 62 |
| ? | RUS    | Александр Филимонов  | Вр.  | 26   | 25    | 1  | 0  | 2308 | 88.77    | −19 | 0  | 0  | 57 |
| ? | RUS    | Егор Титов           | П/з. | 31   | 25    | 6  | 8  | 2198 | 70.90    | 5   | 1  | 0  | 65 |
| ? | RUS    | Вадим Евсеев         | Защ. | 27   | 24    | 3  | 7  | 2035 | 75.37    | 2   | 5  | 1  | 55 |
| ? | RUS    | Илья Цымбаларь       | П/з. | 21   | 21    | 0  | 4  | 1796 | 85.52    | 9   | 1  | 0  | 48 |
| ? | RUS    | Алексей Мелёшин      | П/з. | 24   | 20    | 4  | 13 | 1666 | 69.42    | 2   | 4  | 0  | 49 |
| ? | RUS    | Александр Липко      | Защ. | 24   | 16    | 8  | 5  | 1486 | 61.92    | 0   | 2  | 0  | 55 |
| ? | RUS    | Александр Ширко      | Нап. | 22   | 16    | 6  | 7  | 1383 | 62.86    | 5   | 2  | 0  | 48 |
| ? | UKR    | Владислав Дуюн       | Защ. | 18   | 13    | 5  | 1  | 1302 | 72.33    | 1   | 2  | 0  | 37 |
| ? | RUS    | Юрий Никифоров       | Защ. | 14   | 14    | 0  | 0  | 1260 | 90.00    | 5   | 0  | 0  | 28 |
| ? | RUS    | Рамиз Мамедов        | Защ. | 14   | 13    | 1  | 3  | 1128 | 80.57    | 0   | 3  | 0  | 33 |
| ? | RUS    | Владимир Джубанов    | Нап. | 25   | 8     | 17 | 6  | 1003 | 40.12    | 3   | 0  | 0  | 54 |
| ? | RUS    | Андрей Пятницкий     | П/з. | 13   | 12    | 1  | 6  | 912  | 70.15    | 0   | 1  | 0  | 25 |
| ? | RUS    | Руслан Нигматуллин   | Вр.  | 10   | 10    | 0  | 1  | 842  | 84.20    | −16 | 0  | 0  | 21 |
| ? | RUS    | Константин Головской | Защ. | 9    | 6     | 3  | 0  | 564  | 62.67    | 0   | 2  | 0  | 23 |
| ? | RUS    | Андрей Коновалов     | П/з. | 11   | 2     | 9  | 2  | 491  | 44.64    | 0   | 1  | 0  | 19 |
| ? | RUS    | Сергей Чудин         | Защ. | 6    | 4     | 2  | 2  | 349  | 58.17    | 0   | 2  | 0  | 14 |
| ? | RUS    | Артём Безродный      | П/з. | 10   | 0     | 10 | 0  | 304  | 30.40    | 0   | 1  | 0  | 25 |
| ? | RUS    | Валерий Шмаров       | Нап. | 3    | 3     | 0  | 3  | 198  | 66.00    | 0   | 0  | 0  | 6  |
| ? | UKR    | Сергей Нагорняк      | Нап. | 2    | 2     | 0  | 1  | 134  | 67.00    | 0   | 0  | 0  | 3  |
| ? | UKR    | Константин Коваленко | Нап. | 2    | 0     | 2  | 0  | 44   | 22.00    | 1   | 0  | 0  | 3  |
| ? | RUS    | Александр Павленко   | П/з. | 2    | 0     | 2  | 0  | 41   | 20.50    | 0   | 0  | 0  | 3  |
| ? | RUS    | Евгений Толокнов     | П/з. | 1    | 0     | 1  | 1  | 21   | 21.00    | 0   | 0  | 0  | 3  |

## Кубок России 1995/96
| 10 апреля 1996 1/4 финала | КАМАЗ-Чаллы (Набережные Чалны) | 0:1 (0:0)       | Спартак (Москва) | Набережные Челны                                                       |
| |                                | отчёт 1 отчёт 2 | 64′ Джубанов     | Стадион: «КАМАЗ» Зрителей: 15 000 Судья: Н. Левников (Санкт-Петербург) |
| КАМАЗ-Чаллы (Набережные Чалны): Захарчук, Варламов (Габискерия, 69), Ефремов, Югрин, Алексаненков, Чедия (к), Миленин (Прыгунов, 77), Зубков, Евдокимов, Бабенко (Винников, 73), Джишкариани. Запасные: Ведутов, Аль-Шебат, Аль-Шагран, Ткачук. Спартак (Москва): Филимонов, Горлукович, Никифоров, Цымбаларь, Евсеев, Липко, Пятницкий (к), Аленичев, Нагорняк (Джубанов, 63), Кечинов (Титов, 76), Тихонов. Запасные: Нигматуллин, Чудин, Мелёшин. |                                |                 |                  |                                                                        |

| 1 мая 1996 1/2 финала | Спартак (Москва)                          | 3:1 (2:0)       | Ротор (Волгоград) | Москва                                                           |
| | Никифоров 3′ · Евсеев 43′ · Пятницкий 85′ | отчёт 1 отчёт 2 | 88′ Зернов        | Стадион: «Локомотив» Зрителей: 9 000 Судья: В. Япрынцев (Самара) |
| Спартак (Москва): Филимонов, Ананко, Никифоров, Евсеев (Чудин, 65), Горлукович, Липко, Пятницкий (к), Джубанов (Аленичев, 56), Ширко, Кечинов, Тихонов (Мелёшин, 80). Ротор (Волгоград): Саморуков, Шмарко, Бурлаченко (Тищенко, 55), Геращенко (к), Беркетов, Борзенков, Корниец, Нидергаус, Веретенников, Есипов, Царенко (Зернов, 65). |                                           |                 |                   |                                                                  |

| 11 мая 1996 Финал | Спартак (Москва)                 | 2:3 (2:2)       | Локомотив (Москва)                      | Москва                                                                  |
| | Липко 22′ · Никифоров 30′ (пен.) | отчёт 1 отчёт 2 | 10′, 43′ (пен.) Косолапов · 85′ Дроздов | Стадион: «Динамо» Зрителей: 20 000 Судья: Н. Левников (Санкт-Петербург) |
| См. также: Финал Кубка России по футболу 1996 Спартак (Москва): Филимонов, Ананко, Никифоров, Цымбаларь, Горлукович, Липко (Титов, 68), Пятницкий (к) (Кечинов, 60), Мелёшин, Ширко, Евсеев (Джубанов, 85), Тихонов. Запасные: Нигматуллин, Чудин, Аленичев, Павленко. Локомотив (Москва): Овчинников, Черевченко, Дроздов, Харлачёв, Оганесян, Чугайнов, Косолапов (к), Гуренко, Снигирёв (Джанашия, 83), Елышев, Соломатин. Запасные: Биджиев, Арифуллин, Маминов, Смирнов, Перепаденко, Веселов. |                                  |                 |                                         |                                                                         |

## Лига чемпионов 1995/96

### 1/4 финала
| 6 марта 1996 первый матч | Нант-Атлантик (Нант)    | 2:0 (1:0)       | Спартак (Москва) | Нант                                                             |
| 20:30 | Н’Дорам 28′ · Уэдек 69′ | отчёт 1 отчёт 2 |                  | Стадион: «Стад де ля Божуар» Зрителей: 29253 Судья: Хельмут Круг |
| Нант-Атлантик (Нант): 1. Доминик Казагранде, 2. Серж Ле Дизе (12. Жан-Марк Шанле, 70), 3. Кристоф Пиньоль, 4. Эрик Декруа, 5. Лоран Гийо, 6. Бенуа Коэ, 7. Клод Макелеле, 8. Рейналь Педрос, 9. Николя Уэдек (14. Жоселин Гурвеннек, 82), 10. Яфет Н´Дорам (к) (13. Жан-Мишель Ферри, 63), 11. Роман Косецкий. Запасные: 15. Франк Рену, 16. Давид Марро (в). Гл. тренер — Жан-Клод Сюодо. Спартак (Москва): 1. Руслан Нигматуллин, 2. Александр Липко, 3. Юрий Никифоров, 4. Илья Цымбаларь (15. Валерий Шмаров, 46), 5. Рамиз Мамедов (13. Сергей Чудин, 35), 6. Дмитрий Ананко, 7. Андрей Пятницкий (к), 8. Дмитрий Аленичев (14. Артём Безродный, 72), 9. Вадим Евсеев, 10. Валерий Кечинов, 11. Андрей Тихонов. Запасные: 12. Сергей Нагорняк, 16. Валерий Чижов (в). Гл. тренер — Георгий Ярцев. |                         |                 |                  |                                                                  |

| 20 марта 1996 ответный матч | Спартак (Москва)   | 2:2 (2:0)       | Нант-Атлантик (Нант) | Москва                                                       |
| 19:30 MSK | Никифоров 33′, 39′ | отчёт 1 отчёт 2 | 62′, 86′ Уэдек       | Стадион: «Локомотив» Зрителей: 22 000 Судья: Серж Мументалер |
| Спартак (Москва): 1. Руслан Нигматуллин, 2. Дмитрий Ананко, 3. Юрий Никифоров (к), 4. Илья Цымбаларь, 5. Вадим Евсеев, 6. Александр Липко, 7. Сергей Нагорняк (13. Артём Безродный, 74), 8. Дмитрий Аленичев, 9. Валерий Шмаров (14. Андрей Пятницкий, 59), 10. Валерий Кечинов, 11. Андрей Тихонов. Запасные: 12. Сергей Чудин, 15. Егор Титов, 16. Валерий Чижов (в). Гл. тренер — Георгий Ярцев. Нант-Атлантик (Нант): 1. Доминик Казагранде, 2. Серж Ле Дизе (к), 3. Кристоф Пиньоль, 4. Эдди Капрон, 5. Эрик Декруа, 6. Бруно Каротти, 7. Клод Макелеле, 8. Бенуа Коэ, 9. Николя Уэдек, 10. Жоселин Гурвеннек (12. Жан-Мишель Ферри, 64), 11. Роман Косецкий (13. Жан-Марк Шанле, 85). Запасные: 14. Лорае Пейрелад, 15. Франк Рену, 16. Давид Марро (в). Гл. тренер — Жан-Клод Сюодо. |                    |                 |                      |                                                              |

## Кубок УЕФА 1996/97

### Второй квалификационный раунд
| 6 августа 1996 первый матч | Кроация (Загреб)                                 | 3:1 (1:1)       | Спартак (Москва) | Загреб                                                      |
| 20:00 | Слишкович 5′ · Цвитанович 71′ (пен.) · Шарич 78′ | отчёт 1 отчёт 2 | 44′ (авт.) Галич | Стадион: «Максимир» Зрителей: 15 000 Судья: Димитар Момиров |
| Кроация (Загреб): 1. Дражен Ладич (к), 2. Даниэль Штефуль, 3. Дамир Крзнар, 4. Сильвио Марич (9. Марк Видука, 46), 5. Маринко Галич, 6. Срджан Младинич, 7. Йосип Гашпар, 11. Томислав Рукавина (14. Эдин Муйчин, 71), 13. Дарио Шимич, 21. Игор Цвитанович, 22. Зоран Слишкович (15. Даниэль Шарич, 60). Запасные: 8. Ален Петрович, 12. Миралем Ибрахимович (в). Гл. тренер — Отто Барич. Спартак (Москва): 1. Александр Филимонов, 2. Дмитрий Ананко, 3. Сергей Горлукович (к), 4. Вадим Евсеев, 5. Рамиз Мамедов (13. Владислав Дуюн, 76), 6. Константин Коваленко (15. Владимир Джубанов, 46), 7. Алексей Мелёшин (14. Андрей Коновалов, 61), 8. Дмитрий Аленичев, 9. Егор Титов, 10. Валерий Кечинов, 11. Андрей Тихонов. Запасные: 12. Александр Липко, 16. Руслан Нигматуллин (в). Гл. тренер — Георгий Ярцев. |                                                  |                 |                  |                                                             |

| 20 августа 1996 ответный матч | Спартак (Москва)           | 2:0 (1:0)       | Кроация (Загреб) | Москва                                                          |
| 19:00 MSK | Мелёшин 28′ · Аленичев 56′ | отчёт 1 отчёт 2 |                  | Стадион: «Локомотив» Зрителей: 10 127 Судья: Луц Михаэль Фрёлих |
| Спартак (Москва): 1. Александр Филимонов, 2. Владислав Дуюн, 3. Сергей Горлукович (к), 4. Вадим Евсеев (12. Дмитрий Ананко, 73), 5. Рамиз Мамедов, 6. 7. Алексей Мелёшин, 8. Дмитрий Аленичев, 9. Егор Титов (14. Владимир Джубанов, 55), 10. Валерий Кечинов, 11. Андрей Тихонов. Запасные: 13. Александр Буров, 15. Андрей Коновалов, 16. Руслан Нигматуллин (в). Гл. тренер — Георгий Ярцев. Кроация (Загреб): 1. Дражен Ладич (к), 2. Даниэль Штефуль, 3. Дамир Крзнар, 13. Дарио Шимич, 5. Маринко Галич, 6. Срджан Младинич, 7. Йосип Гашпар (15. Даниэль Шарич, 60), 10. Марко Млинарич (8. Ален Петрович, 54), 11. Томислав Рукавина (4. Сильвио Марич, 54), 21. Игор Цвитанович, 22. Зоран Слишкович. Запасные: 14. Эдин Муйчин, 12. Миралем Ибрахимович (в). Гл. тренер — Отто Барич. |                            |                 |                  |                                                                 |

### 1/32 финала
| 11 сентября 1996 первый матч | Спартак (Москва)               | 3:2 (3:0)       | Силькеборг              | Москва                                                     |
| 17:00 MSK | Тихонов 14′, 37′ · Кечинов 20′ | отчёт 1 отчёт 2 | 53′ Тюгесен · 72′ Реесе | Стадион: «Локомотив» Зрителей: 8 000 Судья: Марникс Сандра |
| Спартак (Москва): 1. Руслан Нигматуллин, 2. Вадим Евсеев, 3. Сергей Горлукович, 4. Илья Цымбаларь (к), 5. Рамиз Мамедов (12. Дитрий Ананко, 82), 6. Александр Ширко (14. Владислав Дуюн, 57), 7. Константин Головской, 8. Дмитрий Аленичев (15. Артём Безродный, 78), 9. Егор Титов, 10. Валерий Кечинов, 11. Андрей Тихонов. Запасные: 13. Александр Липко, 16. Александр Филимонов. Гл. тренер — Георгий Ярцев. Силькеборг: 16. Хенк Ибсен, 2. Хенк Рисом, 4. Йонни Анкер Хансен, 20. Бора Живкович, 17. Кристиан Дуус, 5. Мортен Бруун (к), 14. Педер Кнудсен, 8. Михаэль Ларсен (6. Йеспер Тюгесен, 46), 12. Ларс Мельванг, 9. Аллан Реесе (7. Келль Бордингор, 83), 11. Эйне Фернандес (10. Новица Йокович, 68). Запасные: 3. Ян Сёнксен, 24. Йенс Крог. Гл. тренер — Пребен Элькьяр-Ларсен. |                                |                 |                         |                                                            |

| 24 сентября 1996 ответный матч | Силькеборг  | 1:2 (1:1)       | Спартак (Москва)                 | Силькеборг                                                        |
| 20:10 | Тюгесен 31′ | отчёт 1 отчёт 2 | 42′ Тихонов · 51′ (авт.) Сёнксен | Стадион: «Силькеборг» Зрителей: 3 565 Судья: Драгутин Карло Поляк |
| Силькеборг: 16. Хенк Ибсен, 2. Хенрик Рисом, 3. Ян Сёнксен, 4. Йонни Анкер Хансен, 17. Кристиан Дуус, 5. Мортен Бруун (к) (10. Новица Йокович, 72), 14. Педер Кнудсен, 6. Йеспер Тюгесен, 9. Аллан Реесе (20. Бора Живкович, 81), 7. Келль Бордингор (28. Томас Ларсен, 60), 11. Эйне Фернандес. Запасные: 1. Петер Кьер (в), 19. Хенрик Педерсен. Гл. тренер — Пребен Элькьяр-Ларсен. Спартак (Москва): 1. Александр Филимонов, 2. Дитрий Ананко, 3. Сергей Горлукович, 4. Илья Цымбаларь (к), 5. Рамиз Мамедов, 6. Александр Ширко, 7. Константин Головской, 8. Дмитрий Аленичев (15. Владимир Джубанов, 56), 9. Егор Титов (12. Владислав Дуюн, 67), 10. Валерий Кечинов, 11. Андрей Тихонов. Запасные: 13. Артём Безродный, 14. Александр Липко, 16. Дмитрий Епифанов (в). Гл. тренер — Георгий Ярцев. |             |                 |                                  |                                                                   |

### 1/16 финала
| 16 октября 1996 первый матч | Гамбург                                      | 3:0 (2:0)       | Спартак (Москва) | Гамбург                                                          |
| 18:00 | Брайтенрайтер 8′ · Берон 39′ · Ковачевич 60′ | отчёт 1 отчёт 2 |                  | Стадион: «Фолькспаркштадион» Зрителей: 17 347 Судья: Терье Хауге |
| Гамбург: 1. Рихард Гольц (к), 6. Юрген Хартман, 2. Стефан Аншо, 24. Марьян Ковачевич, 18. Маркус Шопп, 13. Андреас Фишер, 7. Свен Кмеч, 11. Хасан Салихамиджич БОС), 5. Штефан Шноор, 9. Карстен Берон, 12. Андре Брайтенрайтер. Запасные: 4. Якоб Фриис-Хансен, 16. Хольгер Химан (в), 17. Майкл Мейзон, 19. Йохен Зайц, 23. Мако Ригель. Гл. тренер — Феликс Магат. Спартак (Москва): 1. Руслан Нигматуллин, 2. Дмитрий Ананко, 3. Сергей Горлукович, 4. Илья Цымбаларь (к), 5. Рамиз Мамедов, 6. Вадим Евсеев, 7. Константин Головской (14. Егор Титов, 28), 8. Дмитрий Аленичев, 9. Алексей Мелёшин (15. Аександр Ширко, 76), 10. Валерий Кечинов (13. Артём Безродный, 45), 11. Андрей Тихонов. Запасные: 12. Владислав Дуюн, 16. Александр Филимонов (в). Гл. тренер — Георгий Ярцев. |                                              |                 |                  |                                                                  |

| 29 октября 1996 ответный матч | Спартак (Москва)                 | 2:2 (2:1)       | Гамбург                 | Москва                                                           |
| 17:00 MSK | Мелёшин 10′ · Тихонов 42′ (пен.) | отчёт 1 отчёт 2 | 28′ Шопп · 73′ Хартманн | Стадион: «Локомотив» Зрителей: 10 000 Судья: Хуан Ансуатеги Рока |
| Спартак (Москва): 1. Александр Филимонов, 2. Дмитрий Ананко, 3. Сергей Горлукович (к), 4. Вадим Евсеев (15. Владимир Джубанов, 37), 5. Александр Липко (12. Константин Головской, 68), Владислав Дуюн, 7. Алексей Мелёшин (13. Артём Безродный, 62), 8. Дмитрий Аленичев, 9. Егор Титов, 10. Александр Ширко, 11. Андрей Тихонов. Запасные: 14. Андрей Коновалов, 16. Руслан Нигматуллин (в). Гл. тренер — Георгий Ярцев. Гамбург: 1. Рихард Гольц (к), 4. Якоб Фриис-Хансен, 6. Юрген Хартманн, 2. Стефан Аншо (24. Марьян Ковачевич), 46), 18. Маркус Шопп (8. Вальдас Иванаускас, 46; 20. Бернд Холербах, 64), 13. Андреас Фишер, 7. Свен Кмеч, 11. Хасан Салихамиджич, 5. Штефан Шноор, 10. Маркус Шопп, 12. Андре Брайтенрайтер. Запасные: 3. Маттиас Розе, 16. Хольгер Химан (в). Гл. тренер — Феликс Магат. |                                  |                 |                         |                                                                  |

## Чемпионат России 1996 (дублирующий состав)
Дублирующий состав московского «Спартака» в сезоне 1996 года выступал в Третьей лиге, 3-й зоне.

### Итоговая таблица
| М | Команда                    | И  | В  | Н | П  | Мячи    | ±   | О  |
| - | -------------------------- | -- | -- | - | -- | ------- | --- | -- |
| 2 | Мосэнерго (Москва)         | 38 | 27 | 6 | 5  | 84 − 21 | +63 | 87 |
| 3 | Автомобилист (Ногинск)     | 38 | 26 | 7 | 5  | 84 − 30 | +54 | 85 |
| 4 | Спартак-д (Москва)         | 38 | 26 | 7 | 5  | 91 − 33 | +58 | 85 |
| 5 | Торпедо-Лужники-д (Москва) | 38 | 21 | 9 | 8  | 70 − 37 | +33 | 72 |
| 6 | Рода (Москва)              | 38 | 21 | 6 | 11 | 79 − 52 | +27 | 69 |

И — игры, В — выигрыши, Н — ничьи, П — проигрыши, Мячи — забитые и пропущенные голы, ± — разница голов, О — очки

### Результаты матчей
| 6 апреля 1996 1 тур | Спартак-Д (Москва) | 1:1 | Локомотив-Д (Москва) |  |

| 10 апреля 1996 2 тур | Спартак-Д (Москва) | 4:1 | Машиностроитель (Сергиев Посад) |  |

| 16 апреля 1996 3 тур | Авангард (Коломна) | 0:1 | Спартак-Д (Москва) |  |

| 19 апреля 1996 4 тур | Спартак-Д (Москва) | 2:1 | Мосэнерго (Москва) |  |

| 25 апреля 1996 5 тур | Фабус (Бронницы) | 2:3 | Спартак-Д (Москва) |  |

| 28 апреля 1996 - тур | Спартак-Д (Москва) | 2:1 (1:0) | ТРАСКО (Москва) |  |

| 6 мая 1996 6 тур | Торпедо-Д (Москва) | 0:1 | Спартак-Д (Москва) |  |

| 19 мая 1996 7 тур | Спартак-Д (Москва) | 1:2 | Динамо-Д (Москва) |  |

| 25 мая 1996 8 тур | Спартак-Д (Москва) | 0:0 | Монолит (Москва) |  |

| 28 мая 1996 9 тур | Рода (Москва) | 0:2 | Спартак-Д (Москва) |  |

| 5 июня 1996 10 тур | Спартак-Д (Москва) | 4:2 | Смена (Москва) |  |

| 8 июня 1996 11 тур | Красногвардеец (Москва) | 0:0 | Спартак-Д (Москва) |  |

| 14 июня 1996 12 тур | Спартак-Д (Москва) | 3:0 | Чертаново (Москва) |  |

| 17 июня 1996 13 тур | Обнинск (Обнинск) | 1:7 | Спартак-Д (Москва) |  |

| 23 июня 1996 14 тур | Спартак-Д (Москва) | 2:1 | ЦСКА-Д (Москва) |  |

| 26 июня 1996 15 тур | Ока (Коломна) | 0:0 | Спартак-Д (Москва) |  |

| 4 июля 1996 16 тур | Спартак-Д (Москва) | 5:0 | Титан (Реутов) |  |

| 7 июля 1996 17 тур | Динамо-2 (Москва) | 2:3 | Спартак-Д (Москва) |  |

| 13 июля 1996 18 тур | Спартак-Д (Москва) | 0:1 | Торгмаш (Люберцы) |  |

| 17 июля 1996 19 тур | Автомобилист (Ногинск) | 3:1 | Спартак-Д (Москва) |  |

| 28 июля 1996 20 тур | Локомотив-Д (Москва) | 1:3 | Спартак-Д (Москва) |  |

| 1 августа 1996 21 тур | Спартак-Д (Москва) | 5:0 | Авангард (Коломна) |  |

| 6 августа 1996 22 тур | Машиностроитель (Сергиев Посад) | 0:1 | Спартак-Д (Москва) |  |

| 9 августа 1996 23 тур | Спартак-Д (Москва) | 4:0 | Фабус (Бронницы) |  |

| 15 августа 1996 24 тур | Мосэнерго (Москва) | 3:1 | Спартак-Д (Москва) |  |

| 18 августа 1996 25 тур | Спартак-Д (Москва) | 0:0 | Торпедо-Д (Москва) |  |

| 3 сентября 1996 26 тур | Динамо-Д (Москва) | 3:0 | Спартак-Д (Москва) |  |

| 7 сентября 1996 27 тур | Монолит (Москва) | 0:2 | Спартак-Д (Москва) |  |

| 16 сентября 1996 28 тур | Смена (Москва) | 1:2 | Спартак-Д (Москва) |  |

| 22 сентября 1996 29 тур | Спартак-Д (Москва) | 4:2 | Рода (Москва) |  |

| 25 сентября 1996 30 тур | Чертаново (Москва) | 1:1 | Спартак-Д (Москва) |  |

| 2 октября 1996 31 тур | Спартак-Д (Москва) | 3:1 | Красногвардеец (Москва) |  |

| 5 октября 1996 32 тур | ЦСКА-Д (Москва) | 0:1 | Спартак-Д (Москва) |  |

| 13 октября 1996 33 тур | Спартак-Д (Москва) | 7:1 | Обнинск (Обнинск) |  |

| 16 октября 1996 34 тур | Титан (Реутов) | 0:1 | Спартак-Д (Москва) |  |

| 23 октября 1996 35 тур | Спартак-Д (Москва) | 7:1 | Ока (Коломна) |  |

| 26 октября 1996 36 тур | Торгмаш (Люберцы) | 0:3 | Спартак-Д (Москва) |  |

| 30 октября 1996 37 тур | Спартак-Д (Москва) | 4:0 | Динамо-2 (Москва) |  |

| 2 ноября 1996 38 тур | Спартак-Д (Москва) | 2:2 | Автомобилист (Ногинск) |  |

## Х Ratsherrn Cup
Регламент турнира: 5 на 5, два тайма по 12 минут

### Групповой этап
| 6 января 1996 1 тур | Санкт-Паули (Гамбург) | 7:3 | Спартак (Москва) |  |

| 6 января 1996 2 тур | Гамбург-93 (Гамбург) | 1:5 | Спартак (Москва) |  |

| 7 января 1996 3 тур | Спартак (Москва) | 7:1 | Голдфилд |  |

### Итоговая таблица
| М | Клуб                  | И | В | Н | П | МЗ | МП | РМ  | О |
| - | --------------------- | - | - | - | - | -- | -- | --- | - |
| 1 | Санкт-Паули (Гамбург) | 3 | 3 | 0 | 0 | 23 | 4  | +19 | 9 |
| 2 | Спартак (Москва)      | 3 | 2 | 0 | 1 | 15 | 9  | +6  | 6 |
| 3 | Гамбург-93 (Гамбург)  | 3 | 1 | 0 | 2 | 7  | 15 | -8  | 3 |
| 4 | Голдфилд              | 3 | 0 | 0 | 3 | 2  | 16 | -14 | 0 |

### Плей-офф
| 7 января 1996 1/2 финала | Гамбург СВ (Гамбург) | 5:7 | Спартак (Москва) |  |

| 7 января 1996 Финал | Санкт-Паули (Гамбург) | 7:3 | Спартак (Москва) |  |

## Товарищеские матчи

### Основной состав
| 13 января 1996 | Нюрнберг | 0:1 | Спартак (Москва) |  |

| 17 января 1996 | Нюрнберг | 0:1 | Спартак (Москва) |  |

| 19 января 1996 | Мюнхен-1860 (Мюнхен) | 2:2 | Спартак (Москва) |  |

| 28 января 1996 | Спартак (Москва) | 2:1 | Ференцварош (Будапешт) |  |

| 31 января 1996 | Хапоэль (Хайфа) | 4:2 | Спартак (Москва) |  |

| 4 февраля 1996 | Спартак (Москва) | 3:3 | Носта (Новотроицк) |  |

| 8 февраля 1996 | Спартак (Москва) | 0:1 | Сокол-ПЖД (Саратов) |  |

| 10 февраля 1996 | Спартак (Москва) | 1:2 | Спартак (Нальчик) |  |

| 14 февраля 1996 | Спартак (Москва) | 4:2 | Сатурн (Раменское) |  |

| 17 февраля 1996 | Спартак (Москва) | 3:1 | Спартак (Рязань) |  |

| 22 февраля 1996 | Спартак (Москва) | 3:3 | Бохум-2 |  |

| 22 февраля 1996 | Спартак (Москва) | 3:1 | Бохум |  |

| 25 февраля 1996 | Либриха | 2:4 | Спартак (Москва) |  |

| 29 февраля 1996 | Спартак (Москва) | 2:3 | Оденсе |  |

| 2 марта 1996 | Чиклана (Чиклана-де-ла-Фронтера) | 0:3 | Спартак (Москва) |  |

| 31 мая 1996 | ЦСК ВВС-Кристалл (Смоленск) | 3:0 | Спартак (Москва) |  |

| 1 июня 1996 Приз компании «Гевикс» | Гевикс (Железногорск) | 4:4 (5:3 пен.) | Спартак (Москва) |  |

| 29 июня 1996 | Спартак (Москва) | 2:1 | Мосэнерго (Москва) |  |

| 1 сентября 1996 | Локомотив (Москва) | 4:2 | Спартак (Москва) |  |

| 7 октября 1996 | Локомотив (Москва) | 2:2 | Спартак (Москва) |  |

### Дублирующий состав
| 6 января 1996 | Спартак-Д (Москва) | 4:0 | Динамо-2 (Москва) |  |

| 10 января 1996 | Спартак-Д (Москва) | 2:1 | Смена (Москва) |  |

| 13 января 1996 | Спартак-Д (Москва) | 3:1 | Космос (Долгопрудный) |  |

| 17 января 1996 | Спартак-Д (Москва) | 2:0 | Автомобилист (Ногинск) |  |

| 20 января 1996 | Спартак-Д (Москва) | 2:0 | Торпедо-Д (Москва) |  |

| 28 января 1996 | Спартак-Д (Москва) | 5:4 | Дон (Новомосковск) |  |

| 31 января 1996 | Спартак-Д (Москва) | 2:2 | Фабус (Бронницы) |  |

| 8 февраля 1996 | Спартак-Д (Москва) | 5:4 | Асмарал (Москва) |  |

| 14 февраля 1996 | Спартак-Д (Москва) | 2:2 | Рода (Москва) |  |

| 17 февраля 1996 | Спартак-Д (Москва) | 7:2 | Индустрия (Боровск) |  |

| 21 февраля 1996 | Спартак-Д (Москва) | 4:1 | Торпедо-Д (Москва) |  |

| 24 февраля 1996 | Спартак-Д (Москва) | 5:2 | Локомотив-Д (Москва) |  |

| 28 февраля 1996 | Спартак-Д (Москва) | 5:2 | Космос (Долгопрудный) |  |

| 2 марта 1996 | Спартак-Д (Москва) | 4:1 | Титан (Реутов) |  |

| 6 марта 1996 | ЦСКА-Д (Москва) | 3:4 | Спартак-Д (Москва) |  |

| 9 марта 1996 | Спартак-Д (Москва) | 5:3 | Фабус (Бронницы) |  |

| 13 марта 1996 | Спартак-Д (Москва) | 5:2 | Машиностроитель (Сергеев Посад) |  |

| 16 марта 1996 | Спартак-Д (Москва) | 2:2 | МЧС-Селятино (Селятино) |  |

| 19 марта 1996 | Спартак-Д (Москва) | 3:2 | Металлург (Липецк) |  |

| 21 марта 1996 | Спартак-Д (Москва) | 4:0 | Авангард (Коломна) |  |

| 27 марта 1996 | Спартак-Д (Москва) | 3:1 | Машиностроитель (Сергеев Посад) |  |

| 30 марта 1996 | Спартак-Д (Москва) | 4:0 | Луч (Владивосток) |  |

| 2 апреля 1996 | Спартак-Д (Москва) | 7:0 | Ока (Коломна) |  |

| 16 мая 1996 | Сатурн (Раменское) | 0:1 | Спартак-Д (Москва) |  |

## Статистика

### «Сухие» матчи
Включает в себя все официальные игры. Список отсортирован по итоговому результату.
| Поз. | Нац.        | Номер | Имя                 | Чемпионат | Кубок | Еврокубки | Итого  |
| ---- | ----------- | ----- | ------------------- | --------- | ----- | --------- | ------ |
| 1    | Флаг России | ?     | Александр Филимонов | 11 (1)    | 1     | 1         | 13 (1) |
| 2    | Флаг России | ?     | Руслан Нигматуллин  | 2         | 0     | 0         | 2      |
|      |             |       | ВСЕГО               | 12        | 1     | 1         | 14     |

## Достижения

### Командные
| Турнир                            | Достижение           |
| --------------------------------- | -------------------- |
| Чемпионат России по футболу 1996  | Победитель (4-й раз) |
| Кубок России по футболу 1995/1996 | Финалист (1-й раз)   |
| «Ratsherrn» Cup 1996              | Финалист (1-й раз)   |
| Приз компании «Гевикс»            | Финалист (1-й раз)   |

### Индивидуальные
| Нац.        | Номер | Игрок / Тренер    | Достижение                                       |
| ----------- | ----- | ----------------- | ------------------------------------------------ |
| Флаг России | ?     | Андрей Тихонов    | Футболист года в России (еженедельник «Футбол»)  |
| Флаг России | ?     | Андрей Тихонов    | Футболист года в России (Спорт-Экспресс)         |
| Флаг России | ?     | Андрей Тихонов    | Лучший футболист ЧР (по оценкам «СЭ»)            |
| Флаг России | ?     | Андрей Тихонов    | Футбольный джентльмен года в России              |
| Флаг России | ?     | Георгий Ярцев     | Тренер года в России                             |
| Флаг России | ?     | Рамиз Мамедов     | № 1 в списке 33 лучших футболистов чем-та России |
| Флаг России | ?     | Цымбаларь Илья    | № 1 в списке 33 лучших футболистов чем-та России |
| Флаг России | ?     | Андрей Тихонов    | № 1 в списке 33 лучших футболистов чем-та России |
| Флаг России | ?     | Сергей Горлукович | № 1 в списке 33 лучших футболистов чем-та России |
| Флаг России | ?     | Дмитрий Аленичев  | № 2 в списке 33 лучших футболистов чем-та России |